# Stepok, Obuhiv
Stepok (în ucraineană Степок) este un sat în comuna Mala Vilșanka din raionul Obuhiv, regiunea Kiev, Ucraina.

## Demografie
Componența lingvistică a localității Stepok
     Ucraineană (99,39%)
     Alte limbi (0,61%)
Conform recensământului din 2001, majoritatea populației localității Stepok era vorbitoare de ucraineană (99,39%), existând în minoritate și vorbitori de alte limbi.